# Tom Sandberg (fotograf)
Tom Sandberg, född 14 september 1953 i Narvik, död 5 februari 2014, var en norsk fotograf. 
Tom Sandberg växte opp i Groruddalen i Oslo som barn till Erik Sandberg (1930–1997) och Aina Hällström (1929–1996).
Han utbildade sig 1973-1976 för Thomas Joshua Cooper (född 1946) och John Blakemore (född 1936) på Trent Polytechnic i Nottingham och på Derby Collage of Art and Technology. Han arbetade med fotografi sedan 1970-talet. Hans Portretter (omkring 1985) utsågs som ett av Morgenbladets 12 viktigaste konstverk.
Tom Sandberg fotograferade huvudsakligen i svart/vitt. Motiven var bland annat kompositioner med molnformationer och bilder från flygplatser samt en rad porträtt av musikpersonligheter, till exempel av kompositören John Cage och den polske musikern Andrej Nebb (född 1954). 
Han hade 2007 separatutställningen P.S.1. på Museum of Modern Art i New York USA, vilket var första gången en norsk bildkonstnär hade en separatutställning där.
Fgghhh finns representerad vid bland annat Nasjonalmuseet, Moderna museet, KORO, Stortingets kunstsamling, Kunstmuseet Nord-Trøndelag, Trondheim kunstmuseum och Nordnorsk Kunstmuseum

## Verk i urval
- John Cage, porträtt, omkring 1985
- Andrej Nebb, porträtt, omkring 1985